# Lalo de Almeida
Lalo de Almeida (* 1970, São Paulo) je brazilský dokumentární fotograf žijící v São Paulu. Byl spoludržitelem grantu W. Eugene Smitha a dvakrát získal první cenu v soutěži World Press Photo.

## Životopis
Almeida studoval fotografii na Istituto Europeo di Design v Miláně v Itálii. Od konce 90. let pracoval v Brazílii pro deník Folha de S. Paulo a od roku 2005 pro The New York Times. Od roku 2020 ho zastupuje Panos Pictures.  Jeho dlouhodobý projekt Amazonian Dystopia se za vlády prezidenta Jaira Bolsonara zabývá ničením amazonského deštného pralesa těžbou dřeva, těžbou zlata a výroby energie z hydroelektráren.

## Publikace
- Nas Asas do Correio Aéreo: rota do Tocantins = Létání s leteckou poštou. São Paulo: Metalivros, 2002.. Editoval Isio Bacaleinick as textem Tânia Carvalho. Vydání v brazilské portugalštině.

## Krátké video dokumenty
Podle zdroje:
- A World of Walls
- The Battle of Belo Monte
- The Climate Crisis

## Ocenění
- 2017: 2. cena, kategorie Současné problémy, soutěž World Press Photo Contest, Amsterdam, Nizozemsko, za snímek „Oběti viru Zika“[8]
- 2021: 1. cena v kategorii Životní prostředí, soutěž World Press Photo Contest, Amsterdam, Nizozemsko, za „Pantanal Ablaze“[4]
- 2021: Spoluvítěz, grant W. Eugene Smitha z Pamětního fondu W. Eugene Smitha, USA, za projekt Amazonian Dystopian. Grant ve výši 10 000 dolarů.[9]
- 2022: Celkový vítěz kategorie Dlouhodobé projekty, soutěž World Press Photo Contest, Amsterdam, Nizozemsko, za Amazonian Dystopia[10][11]